# Louis Armand
Louis Armand (ur. 17 stycznia 1905 w Cruseilles, zm. 30 sierpnia 1971 w Villers-sur-Mer) – francuski inżynier, oficer francuskiego ruchu oporu podczas II wojny światowej, menadżer wielu przedsiębiorstw publicznych. Był pierwszym przewodniczącym Euratomu. Został wybrany do Akademii Francuskiej (fr.: Académie française) w 1963 roku.

## Życiorys
Louis Armand studiował w Annecy i Lyonie w Lycée du Parc. Absolwent École polytechnique. Ukończył studia na drugim miejscu w swojej klasie (rocznik 1924).
W 1926 dołączył do Corps des Mines i był członkiem MINES ParisTech (École nationale supérieure des mines de Paris). Pracował jako inżynier górnictwa w Clermont-Ferrand, w 1934 roku został zatrudniony w przedsiębiorstwie kolejowym PLM, a w 1938 roku został jednym z kierowników w SNCF.
Podczas II wojny światowej zaangażował się w działalność francuskiego ruchu oporu. W 1942 roku Pierre Laval zaproponował mu stanowisko sekretarza generalnego ds. przemysłu. Od 1943 roku kierował grupą ruchu oporu „Résistance-fer”. 24 czerwca 1944 roku został aresztowany przez Niemców i był przetrzymywany we Fresnes, uniknął wywózki i 18 sierpnia 1944 roku został uwolniony.
W 1945 roku został dyrektorem jednej z sekcji, a w 1946 roku zastępcą dyrektora generalnego SNCF. Od 1949 roku był dyrektorem generalnym SNCF. W 1953 roku został wybrany prezesem UIC. Od 1958 do 1959 roku przewodniczył Europejskiej Wspólnocie Energii Atomowej (Euratom). W 1957 roku był jednym z inicjatorów powstania grupy zajmującej się projektowaniem Eurotunelu.
Od 1960 roku był członkiem Académie des Sciences Morales et Politiques, a od 1963 roku również Akademii Francuskiej.
W 1928 roku poślubił Genevieve Gazel. Zmarł w wieku 66 lat w Villers-sur-Mer.

## Odznaczenia
Odznaczony następującymi odznaczeniami:
- Wielki Oficer Legii Honorowej
- Order Wyzwolenia[1]
- Krzyż Wojenny 1939–1945
- Komandor Orderu Palm Akademickich
- Komandor Orderu Imperium Brytyjskiego
- Order Zasługi Saharyjskiej I klasy[3]

## Publikacje
- 1961: Plaidoyer pour l’avenir
- 1965: De la Savoie au Val d’Aoste par le tunnel du Mont-Blanc
- 1968: Simples propos
- 1968: Le pari européen
- 1969: Propos ferroviaires
- 1970: De la cybernétique à l’intéressement
- 1970: L’Entreprise de demain
- 1974: Message pour ma patrie professionnelle